# Kamil Čapkovič
Kamil Čapkovič (* 2. června 1986, Michalovce) je slovenský profesionální tenista. Dosud nevyhrál žádný turnaj na okruhu ATP. Nejvýše postaven byl na žebříčku ATP ve dvouhře na 213. místě (17. srpen 2009), ve čtyřhře pak na 168. místě (23. červenec 2007). Jeho trenéry jsou Huber a Martinec.